# Postapalota (Budapest)
A Postapalota, a Magyar Posta egykori székháza, 2022-től a Magyar Nemzeti Bank egyik irodaépülete és néhány alsó szintjén a Magyar Pénzmúzeum és Látogatóközpont otthona, Buda egyik jellegzetes késő eklektikus–szecessziós épülete.

## Leírás
Az épület Budapest XII. kerületében a Széll Kálmán tér fölé emelkedik, főbejárata a Krisztina körút 6. szám alatt van. Sándy Gyula tervei szerint eklektikus–szecessziós stílusban épült 1924–1926-ban a Magyar Királyi Posta igazgatósági épületeként. Érdekessége, hogy itt működött az ország első körforgó személyfelvonója („páternoszter”). Nagy kéménye a régi, udvarról történő széntüzelés emléke volt.
Bár az épület a második világháborúban, Budapest ostroma során teljesen kiégett, szerkezete nem esett szét. 1947-ben állították helyre a háborús károkat. A 2000-es évek elejéig, eredeti céljának megfelelően a Magyar Posta használta. Azután évekig üresen állt, amikor 2016-ban a Pallas Athéné Alapítványok vagyonát kezelő Optima Befektetési Zrt. vásárolta meg 22,3 millió euróért (akkor közel hétmilliárd magyar forint), és megkezdte műemléki felújítását.
Az épület 2018 nyarán 14 milliárdért a Magyar Nemzeti Bank tulajdonába került és annak egyik irodaépületeként hasznosul. A saroktorony tetején kilátót nyitottak meg a nagyközönség számára. A 2016-2021 között felújított épület néhány alsó szintjén nyitották 2022-ben a Pénzmúzeumot. 2021-ben szintbeli gyalogos átjárót alakítottak ki a Krisztina körút és a Széll Kálmán tér között, amit még 2019-ben Sándy Gyula köznek neveztek el. (Innen nyílik az új Pénzmúzeum bejárata a Postapalota alsó szintjén.)

## További információk

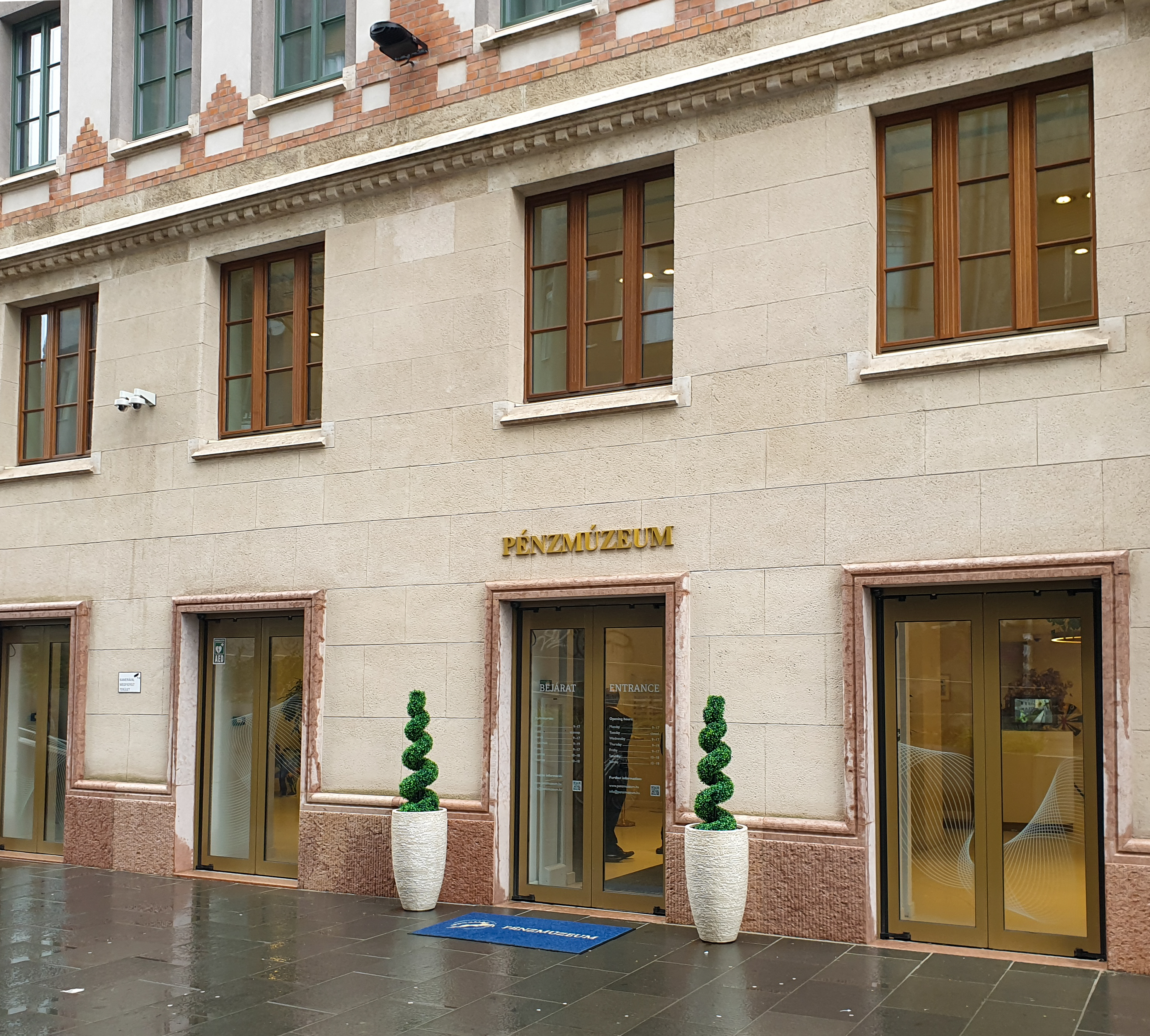
A Pénzmúzeum bejárata az épület oldalában